# Забияка, Ирина Алексеевна
Ири́на Алексе́евна Забия́ка (род. 20 декабря 1982, Кировоград) — российская эстрадная певица, солистка группы «Чи-Ли» с 2005 года.

## Биография
Родилась в городе Кировограде Украинской ССР (сейчас — город Кропивницкий на Украине). В возрасте одного года переехала с матерью в Калининград. Мать Ирины работала в торговом флоте СССР в команде морского судна. После рождения дочери перестала бывать в морских рейсах и обосновалась в городе. Работала уборщицей, почтальоном. Отец, Алексей Владимирович Смирнов, умер, когда дочери было 5 лет, в Челябинске, где проживал вдали от семьи. Сама Ирина отца не знала, верила рассказам матери о том, что он был чилийским революционером, благодаря чему в юности получила прозвище «Чили». Каждое лето проводила у бабушки в деревне под Кировоградом.
Оригинальность тембра Ирины была замечена уже в 6-летнем возрасте, он звучал более зрело, чем у других детей. Забияка посещала кружки шитья, танцев, пения, но долго нигде не задерживалась, потому что всё быстро ей надоедало. В школьные годы также попробовала себя в различных сферах: народный вокал, танцы, журналистика, рисование, гимнастика, кикбоксинг, плавание, игра на фортепиано и гитаре. В 11 классе Ирина Забияка окончила курсы парикмахера и продолжила образование на парикмахера-модельера в лицее.
После школы Забияка начала общаться с компанией хиппи, в это же время освоила гитару на любительском уровне. Первой композицией, которую она написала, стала песня «Омут». Обучившись у друзей игре на гитаре, Ирина начала выступать в университете, где её услышал фронтмен группы «Скрим» Сергей Карпов и пригласил вокалисткой в свой коллектив, который в дальнейшем был переименован в «Рио».
В 2002 году музыканты группы «Рио» записали первый альбом. Выступали в Москве, позже три месяца провели в гастролях по Польше, где выступали на фестивалях и в небольших клубах. Ирина тогда ещё исполняла в группе второстепенную роль.

## Группа «Чи-Ли»
Добиться успеха на первом этапе существования музыкальному коллективу не удалось. Позже команда принимает решение назначить Ирину солисткой и одновременно с этим группа переименовывается в «Чи-Ли».
Новые песни группы попали в эфиры польских радиостанций, после чего к группе пришла известность.
В 2003 году «Чи-Ли» выступает в Москве и начинает сотрудничать с продюсером Язнуром Гариповым.
В 2006 году был выпущен альбом «Преступление» (первый альбом «Чи-Ли»). К этому времени группа исполняла песни авторства Ирины и Сергея, которых уже было написано более 100 штук.
Первым хитом «Чи-Ли» стала песня «Новый год в постели».

## Личная жизнь
8 января 2013 года Ирина Забияка родила сына Матвея, отец которого — Вячеслав Бойков, лидер музыкальной группы «Mama Band» и гражданский супруг Ирины.

## Дискография
Приняла участие в записи всех релизов группы «Чи-Ли», включая альбомы:
- 2006 — «Преступление»
- 2007 — «Лето преступление»
- 2008 — «Сделано в Чили»
- 2010 — «Время петь!»
- 2015 — «В голове ветер»